# Császári és Királyi 12. Nádor Huszárezred
A 12. "Nádor" Huszárezred a Habsburg Birodalom Császári-Királyi Hadseregének (Kaiserlich-Königliche Armee) egyik huszárezredeként lett felállítva. Az 1867-es Kiegyezést követően az ún. Közös Hadsereg alakulata volt az Osztrák–Magyar Monarchia 1918-as felbomlásáig.

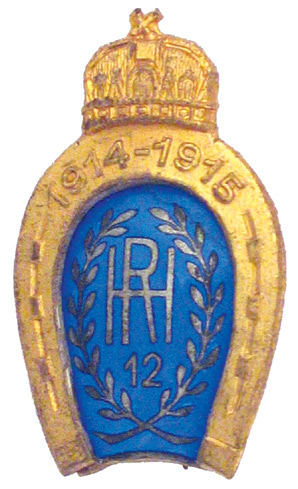
Császári és Királyi 12. Nádor Huszárezred zománcos jelvénye

1915-ben az összes ezred nevét megszüntették. Ezután az alakulat Császári és Királyi 12. Huszárezred néven szerepelt. Ezt a gyakorlatban nem tudták kivitelezni, mivel a háború miatt bevezetett költségcsökkentés nem tette lehetővé új nyomtatványok és pecsétek készítését. Másfelöl senki sem tartotta be ezt az utasítást, és továbbra is "Nádor-Huszárezrednek" hívták az ezredet.

## Története
Az ezredet 1801. december 5-én sorolták be a sorhuszárezredek közé 12-es hadrendi számmal, de maga az ezred  történelme korábbra nyúlik vissza. A napóleoni háborúk újabb áldozatokra késztették a Hármas Kerület lakosságát, így 1800. szeptember 14-én a jászkunok a hajdú kerülettel közösen kezdték meg a "Nádor Ispányi Regement" felállítását. Ezredtulajdonosa Magyarország mindenkori nádora lett. Ezért sokszor "Palatinus-huszároknak" is szokták az ezredet nevezni. Az ezred legénységi állományát 1867-ig a Jászkun kerület lakossága adta. József nádor segítségének köszönhetően az ezredet a császári-királyi hadsereg óbudai Monturs Comissiója látta el egyenruházattal, fegyverzettel és felszereléssel.
Az egyenruha szabása megegyezett a sorezredi huszárokéval: a jászkun huszárok a fekete csákó mellett világoskék, majd 1805-től búzavirágkék egyenruházatot viseltek fekete-sárga zsinórzattal és fehér gombokkal. Huszártarsolyuk megegyezett a többi ezredével (rajta az uralkodói névjellel). Az altisztek egyenruháját ún. "rókatorkos" mente és ezüstsujtásos zsinórozás tette jóval díszesebbé. 
Hadijelvényként 1801-ig "redemptionális zászlókat" használták, majd az ezred 1800 szeptemberében Érsekújváron négy szabályos 1792 M. osztályzászlót kapott, melyek 1815-ben Párizst is megjárták. A Nádor-huszárok 1833. szeptember 29-én négy új, 1816 M. szabályos lovassági osztályzászlót kaptak, s ezek felszentelési ünnepségén József nádor is jelen volt. A lőporfüstös, golyószaggatta 1792 M. osztályzászlókat a Jászkun kerület fővárosába, Jászberénybe küldték megőrzésre. Egy példány viszonylagos épségben megtalálható a Jász Múzeumban. Új zászlóikat a Nádor- (1850-től Haller-) huszárok 1862-ig használták, ekkor adták le a brünni Monturs Comissiónak. Ezen zászlók egyike a Hadtörténeti Múzeum zászlógyűjteményének birtokában van. A Császári-királyi 12. Nádor-huszárezred indulóját a Nádor-huszárok parancsnoka, Hertelendy Gábor ezredes szerezte 1805-ben, ez később Hertelendy-induló néven vált közismertté. 
A jászkun nemesi felkelést a napóleoni háborúk során két ízben, 1805. őszén–telén és 1809. folyamán szólították hadba. A jászkunok mindkét insurrectio idején világoskék egyenruhát viseltek fehér gombokkal és feketesárga zsinórövvel, ám 1805-ben még fekete-sárga, míg 1809-ben fehér zsinórozással. Csákójuk 1805-ben – mivel két ezredben szolgáltak – fekete (tiszáninneni) és sötétzöld (tiszántúli), 1809-ben fekete volt.

## Felszabadítási háborúk
Az 1813. augusztus 18-án lezajlott lipcsei csatában százharmincnyolc Palatinus-huszár halt hősi halált s most emlékoszlop hirdeti dicsőségüket ott, ahol poruk elvegyült idegen föld hantjával. A három napon át tartó ütközet után, amelyben az ezredből kiváltképen kitűntek: Magyar és Németh századosok, Schön József őrmester, Szedmeik Péter, Mezei Ferenc, Balogh Mihály és Urbanovics József közlegények, József nádor 1813. október 29-én napiparancsban dicsérte meg ezredét, amelyben kiemelte különösen: "rettenthetlen hidegvérét, összetartását és oroszláni bátorságát." Végezetül pedig külön köszönetet mondott Illéssy ezredesnek, páratlan önfeláldozásáért.

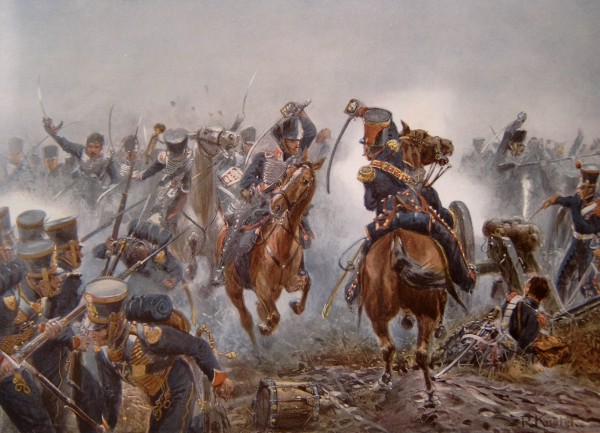
Huszárok a lipcsei népek csatájában

1815-ben eleinte a Felső-Rajnánál, majd Franciaországban volt, ütközetbe azonban nem került. Hazatérve Kecskeméten, 1815-től Gyöngyösön, 1821-től pedig Lodiban állomásozott. 1821-ben részt vett a priemonti felkelés leverésében és egyik félszázada Novaránál ütközött meg az olaszokkal. 1822-ben Alessandriába, majd ismét Lodiba, 1823-ban Vogheraba, majd Cremonába, 1824-ben Gyöngyösre, 1833-ban Bécsbe, 1835-ben Welsbe, 1843-ban Klattauba, 1846-ban   pedig   Saazba került állomásra. 
A negyvenes években ezen ezredben szolgált mint főhadnagy Görgey Artúr is. 1847-ben József nádor meghalt, helyébe nádori méltóságánál fogva István nádor lett az ezredtulajdonos.

## 1848–49-es forradalom és szabadságharc
A Jászkun kerület 176 ezres lakossága 1848–49-ben mintegy 13 ezer honvédet adott a magyar hadseregnek, így állított ki többek között két huszárezredet és két honvéd gyalogzászlóaljat. A két jászkun legénységű huszárezred közül a Császári-királyi 12. Nádor-huszárezred volt az, melynek katonái Kossuth Lajos hívó szavára 1848. októbere és 1849. júliusa között számtalan alkalommal próbálták meg több-kevesebb sikerrel Csehországon és Ausztrián keresztül hazaverekedni magukat. Ők régi egyenruhájukban küzdöttek a honvédhadsereg soraiban.
Az 1848-ban részt vett prágai forradalom leverésében a 12. huszárezred császár hű része. A honvédelmi kormány a hiányzó századokat kipótolta és a "Honvéd-Nádor-huszárok" ezrede teljes létszámmal harcolta végig a szabadságharcot.

## A huszárok átszervezése a szabadságharc után
A szabadságharc leverése után az egykori 12. Nádor-huszárezredet a császári-királyi hadvezetés újjászervezte Klattauban, csakúgy mint a többi, régi sorozású huszárezredet. Az átszervezés természetesen már az egyenruhák modernizálását is előirányozta, így a korábbi, sűrű zsinórzatú mundérok is jóval egyszerűbb kivitelben készültek. A korábbi ruhaszínek közül a piros és a zöld eltűnt, helyettük a világos- és a sötétkék színeket vezették be. Az ezredeket fehér és sárga gombokkal különböztették meg, és három csákószínt állapítottak meg: a pirosat, a fehéret és a zöldet. 
Az 1850. szeptember 20-án Itáliába vezényelt ezred élére hallerkeöi gróf Haller Ferenc altábornagy személyében új ezredtulajdonos került, mivel István nádor 1848-ban bekövetkezett lemondását követően a nádori méltóság betöltetlen maradt. A Haller-huszárok így kaptak fekete-sárga zsinóros, fehér gombos világoskék egyenruhát, feketesárga zsinórövet és fehér csákót. Egyenruházatuk 1863-ban változott meg, amikor csákó helyett fekete báránybőr kucsmát írtak elő számukra fehér leffentyűvel és egy szál kakastollal. 

## Szárd–francia–osztrák háború
Az 1859. tavaszán kitört szárd–osztrák–francia háború arra kényszerítette a császári hadvezetést, hogy haderejét önkéntes alakulatokkal növelje. Így Magyarország kormányzója, Albrecht főherceg tábornagy "Magyarország hű lakósaihoz" intézett szónoklatában 1859. május 2-án gyalogos és lovas önkéntes alakulatok szervezését kérte oly módon, hogy az önkéntesek a háború végéig kötelesek szolgálni. Ekkor a Jászkun kerület két huszárosztályt állított fel (jászberényi I. és karcagi II.). Ezen osztályok alapozták meg a későbbi Császári és Királyi 13. Jász-Kun Huszárezred alapját. A főherceg különleges kiváltságképp a jászkunoknak megengedte, hogy az 1857-ben "a Császárné Ő Felsége által nekik adományozott drága zászlót magukkal vihessék". Gróf Haller Ferenc altábornagy ekkor közölte Jankovich György jászkun főkapitánnyal azt a legfelsőbb helyről származó kívánalmat, hogy az Erzsébet császárné által küldött jász és kun zászlókat a jászkun önkéntes huszároknak hadba kell vinni. A két zászlót még 1858. május 27-én szentelték fel. A zászlókat 1868-ig használhatták. Ekkor vonták be rendeleti úton mind a Császári-királyi lovasezredek hadijelvényeit, mind a 13. Jászkun-huszárok a jászberényi Nagyboldogasszony-templomban helyezték el az 1866-os észak-itáliai hadszíntéren megfordult zászlajukat, az ún. Erzsébet-zászló (ez volt a jász osztályé) mind a mai napig a Jász Múzeumban található.
A Jászkun kerületet 1876-ban betagolták a vármegyerendszerbe. A közös hadseregben és a Magyar Királyi Honvédségben is voltak olyan huszár- és gyalogosalakulatok, melyek legénységi állománya az egykori Hármas Kerület lakosságából verbuválódott. Ezek az egységek már csak nevükben voltak jászkunok, egykori szimbólumaikból egyedül a Jászkun kerület 1746-os egyesített címere öröklődött tovább, melyet megkülönböztető jelvényként (sapkajelvény, gombkitűző) használt az első világháború végéig a kecskeméti Császári és Királyi 13. Jász-Kun Huszárezred és a szolnoki Császári és Királyi 68. Gyalogezred. 

## Porosz–osztrák–olasz háború
- 1866-ban öt százada harcolt az északi-hadsereg parancsnoksága alatt Kratzau-nál, Liebenau-nál, Zdirec-nél, Saaz-nál, Schelletau-nál és Martinkau-nál. Később részt vett a königgrätzi csatában.

## Első világháború
- A huszárezred eleinte ezred kötelékben harcolt a keleti-és délkeleti fronton, majd hadosztály közvetlen huszárosztályként felosztva. Az ezred részt vett a Bruszilov-offenzívában, a román hadjáratban, és a háború végén az olasz hadjáratban is. A háború vége felé, az állóháborúban "lóról szállt huszárokként" vetették be az ezredet. Az ezredet felszámolták a győztes hatalmak nyomására.

Fennállása óta a következő egyenruhái voltak: 
- 1800 Fekete csákó, búzavirágkék mente, dolmány és nadrág, fehér gombok.
- 1849 Fehér csákó, világoskék mente, atilla és nadrág, fehér gombok.
- 1863 Kucsma fehér leffentyűvel, világoskék mente, atilla és nadrág, fehér gombok. 1868. Kucsma fehér leffentyűvel, világoskék mente és attila, buzérvörös nadrág, fehér gombok.
- 1873 Fehér csákó, világoskék mente és atilla, buzérvörös nadrág, fehér gombok.

## Kiegészítő körletek
Az ezredet a következő területekről egészítették ki:
- 1800-1857 Jász-kun területekről
- 1857-1860 Buda, Eger
- 1860-1867 Buda
- 1867-1883 Eger
- 1883-1889 Kassa
- 1889-1914 Kassa, Eger, Eperjes, maja VI. Hadtest kerülete – Kassa.

## Békehelyőrségek
| I. | II. | III. |
| --- | --- | --- |
| - 1800 Szent Márton (Győr vármegye), majd Bruck an der Leitha - 1801 Szentgörgy (Pozsony) - 1802 Nagytapolcsány - 1804–1805 Nyitra - 1806 Nagytapolcsány - 1807 Rzeszów - 1808–1809 Zolkiew és Rohatin - 1809 Rzeszów - 1810 Stanislau, majd Kecskemét, majd Nagykőrös - 1811 Bécs - 1812–1813 Rohatin - 1814–1815 Kecskemét | - 1815 Gyöngyös - 1821 Lodi - 1822 Alessandria, majd Lodi - 1823 Voghera, majd Cremona - 1824 Gyöngyös - 1833 Bécs - 1835 Wels - 1843 Klattau - 1846–1848 Saaz - 1849 Klattau - 1849 Cremona | - 1851 Brescia - 1852 Padova - 1859 Verona - 1860 Padova - 1861 Pordenone - 1862 Austerlitz - 1863 Wessely - 1865–1866 Auspitz - 1866 Rzeszów - 1874 Bécs - 1877 Gyöngyös - 1895 Lemberg - 1914 Törzs, II. osztály: Arad – I. osztály: Nagykikinda |

## Ezred tulajdonos
- 1800 József nádor
- 1847 István nádor (12. Nádor-huszárezred)
- 1849–1850 betöltetlen
- 1850  gróf hallerkői Haller Ferenc altábornagy
- 1875 báró Fratricsevics Ignác altábornagy
- 1888 Albert Eduárd walesi herceg
- 1910 betöltetlen

## Ezred-parancsnokok
| I. | II. | III. |
| --- | --- | --- |
| - 1800 Hertelendy Gábor ezredes - 1808 Csanády József ezredes - 1809 Illéssy ezredes - 1815 gróf Friedrich Johann Vincenz Hoditz und Wolframitz ezredes - 1828 györöki Edelspacher ezredes - 1835 gróf Teleky Ádám ezredes - 1848 dömötöri Németh József ezredes - 1848-1849 (a honvédség keretében újjászervezett ezred) nagyjókai Farkas Károly őrnagy, majd ezredes - 1849 gróf Zichy Béla ezredes | - 1859 gróf Soltik Román ezredes - 1864 báró Friedrich von Marburg ezredes - 1874 herceg Joseph zu Windisch-Grätz - 1878 dukafalvi Duka Szilárd ezredes - 1880 Carighmain Wallis Ferenc ezredes - 1883 thomkaházai és falkusfalvi Thomka Vilmos ezredes - 1887 lovag Foresti Gyula ezredes - 1889 lovag Kowalsky Sztaniszló ezredes - 1892 syteri Anderle Róbert ezredes - 1897 Jovanic György ezredes | - 1900 Belnay János ezredes - 1904 báró Hauer Vilmos ezredes - 1906 lovag Worafka Teodor ezredes - 1912 rawelsbergi Strobl Rezső - 1914 Vécsey Béla alezredes - 1914 Éber Viktor alezredes (mb. parancsnok) - 1915 csalmai Jankovics Károly alezredes-ezredes (utolsó parancsnok) |

## Megszüntetése
1918. őszén az Osztrák-Magyar Monarchia felbomlását követően Magyarország és a magyarországi nemzetiségek kikiáltották függetlenségüket. A frontokon harcoló alakulatokat haza szállították és a fegyverszüneti egyezmény értelmében felszámolták őket. Ez a sors jutott a nagy múltú Császári és Királyi 12. Nádor Huszárezred számára is, ami 1918. december 22-én 118 év után feloszlott. 
A hivatalos források szerint viszont a Császári és Királyi Hadügyminisztérium alá tartozott és mivel Magyarország függetlenné vált nem hívhatta volna haza a többnyire magyar sorállománnyal rendelkező ezredet, hogy megszüntethesse. Ezt csak is a K.u.K. Hadügyminisztérium tehette volna meg. Nem tudni pontosan, hogy ez valaha meg is történt-e.

## 1914. júliusi alárendeltségi állapot

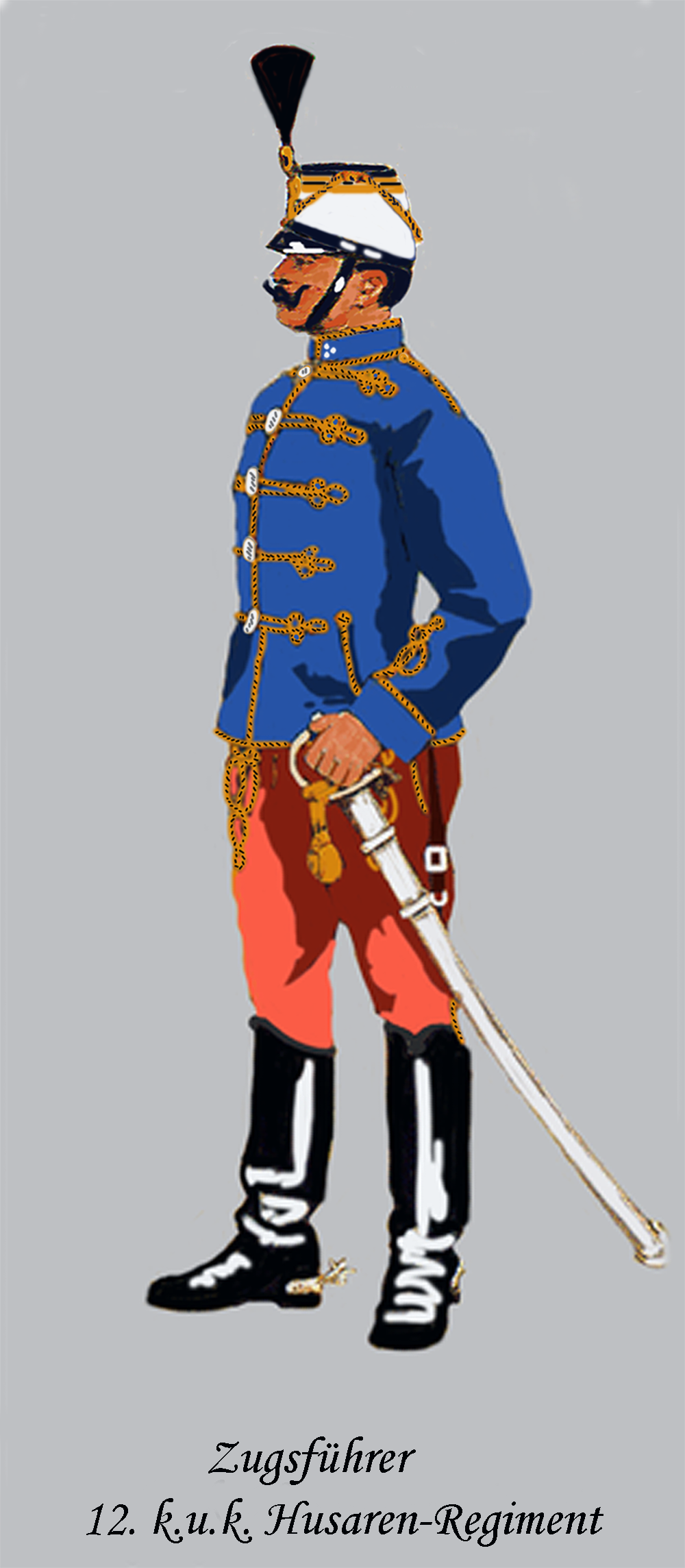
A 12. Huszárezred szakaszvezetője

VI. Hadtest – 1. Lovassági Hadosztály – 7. Lovasdandár
Nemzetiség: 96% magyar – 4% egyéb
Helyőrség: Bécs
Ezred parancsnok: Rudolf Strobl Edler von Ravelsberg ezredes
Ezred vezénylő nyelv: magyar
Egyenruha: világoskék atilla fehér gombokkal és fehér csákó takaróval
Kiegészítési körlet – Nagyvárad

## Szervezete
A XVIII. századi folyamatos hadseregreformok során a lovasságnál az ezredeket négy osztályra, ezen belül nyolc svadronra tagolták. Kialakítottak egy tartalék svadront is 186 fővel, elsősorban az újoncok kiképzésére. Az addigi 2 század = lovassági szervezést felváltotta az immár 2 svadron = divízió szervezés. Vagyis a lovasságnál eltüntették az addig a gyalogságtól átvett kompánia (század) megnevezést és a lovassági század svadron nevet nyert, míg az addigi kétszázadnyi harcászati egység, a svadron új megnevezése divízió (osztály) lett. Szabályozták az ezredlétszámokat, a zászlók alakját, az egyenruha formáját, de a szín ezredről ezredre változott. A fegyverzet továbbra is kard, két pár pisztoly, később rövid karabély. A vezényleti nyelv német maradt, de a nem magyar származású ezredtulajdonosok, illetve ezredparancsnokok döntő többsége – tekintettel, hogy huszárjaikkal magyarul tudjanak beszélni – megtanulták a nyelvet, ha törve is, de megértették magukat.
1860-tól az ezred 2 osztályból állt, ami továbbá három-három századból. Így került bevetésre az első világháborúban.
Az egyes osztályokat a vezetőjükről nevezték el:
- az 1. osztály volt az ezredesi-osztály
- a 2. osztály volt az alezredesi-osztály
- a 3. osztály volt az 1. őrnagyi-osztály
- a 3. osztály volt a 2. őrnagyi-osztály

1798-ig az ezredeket tulajdonosuk neve szerint hívták, akiknek ténylegesen vezetniük is kellett az alakulataikat. Minden tulajdonos váltással az ezred új nevet kapott. 1798-at követően hivatalosan csak számozással illették az alakulatokat, de bizonyos esetben, illetve beszédben az éppen aktuális ezred tulajdonos nevén nevezték.
Pont ezek miatt az állandó átnevezések kapcsán nehezen követhető az osztrák-magyar huszárezredek története.

## Lásd még
- Császári és Királyi Huszárok

## Fordítás
- Ez a szócikk részben vagy egészben az k.u.k. Husarenregiment (Vacant) Nr. 12 című német Wikipédia-szócikk ezen változatának fordításán alapul.  Az eredeti cikk szerkesztőit annak laptörténete sorolja fel. Ez a jelzés csupán a megfogalmazás eredetét és a szerzői jogokat jelzi, nem szolgál a cikkben szereplő információk forrásmegjelöléseként.